# عبد الرحمن القدري
عبد الرحمن القدري (1155 - 1223 هـ) قائد سياسي وعسكري ومؤسس سلطنة فونتيانق بجزيرة بورنيو. هاجر من موطنه وأسس مدينة فونتيانق، عاصمة كالمنتن الغربية، وأقام بها مملكته. كما قام ببناء قصر القدرية ومسجد فونتيانق الكبير اللذان أصبحا رمزًا من رموز المدينة التاريخية.

## نسبه
عبد الرحمن بن حسين بن أحمد بن حسين بن محمد القدري بن سالم بن عبد الله باحسن بن محمد المغروم بن سالم بن أحمد بن عبد الرحمن بن علي بن محمد جمل الليل بن حسن المعلم بن محمد أسد الله بن حسن الترابي بن علي بن الفقيه المقدم محمد بن علي بن محمد صاحب مرباط بن علي خالع قسم بن علوي بن محمد بن علوي بن عبيد الله بن أحمد المهاجر بن عيسى بن محمد النقيب بن علي العريضي بن جعفر الصادق بن محمد الباقر بن علي زين العابدين بن الحسين السبط بن الإمام علي بن أبي طالب، والإمام علي زوج فاطمة بنت محمد ﷺ.
فهو الحفيد 33 لرسول الله محمد ﷺ في سلسلة نسبه.

## مولده ونشأته
ولد في سنة 1155 هـ/ 1742 م بمنطقة ماتان، تسمى الآن كيتابانغ، بمقاطعة كالمنتن الغربية في جزيرة بورنيو، ووالدته نياي توا بنت سلطان ماتان. هاجر والده إلى جزر إندونيسيا قادمًا من حضرموت للدعوة ونشر الإسلام، فأقام وارتحل إلى عدة مناطق ووصل إلى ماتان سنة 1145 هـ وزوّجه سلطانها بابنته، ثم انتقل إلى مدينة ممفاواه وتوفي هناك سنة 1184 هـ.
كان حين هاجر والده إلى ممفاواه سنّه ستة عشر، وتزوج الأميرة أوتين جندار ميدي بنت سلطانها حينما بلغ الثامنة عشر، ورزق منها قاسم وعبد الرحمن. وفي سنة 1178 هـ سافر إلى بعض الجزائر ومكث بها شهرين، ثم إلى فاليمباغ وأقام بها أحد عشر شهرًا، وعاد إلى ممفاواه. وبعد أن أقام في ممفاواه ثلاثة أشهر سافر إلى فاليمباغ، ثم بنجرماسين وأقام بها أربعة أشهر وتزوج الأميرة باتون بنت سلطانها وعاد بعد عامين إلى ممفاواه حاملًا لقب «فنغيران شريف عبد الرحمن نور العالم» وأخذ يتردد إلى بنجرماسين، ورزق له ولدين هما علوي وسلمى وعاد في ربيع الأول 1185 هـ إلى ممفاواه وقد توفي والده فاجتمع مع أخوته والشريف حامد باعبود وقرروا الهجرة.

## تأسيسه لفونتيانق
في رجب 1185 هـ/ 1771 م توجه في 14 سفينة إلى شاطئ فونتيانق، وتوغل في اليوم الثاني في النواحي الداخلية وتقدم وأتباعه إلى البر وقطعوا الأشجار الضخمة في الغابات الكثيبة وبنوا المنازل. ثم عاد إلى ممفاواه وأخذ معه سفينة كبيرة شحنها ما يحتاج إليه وسافر بها إلى بلدته الجديدة في يوم 4 رمضان وأكثر من بناء المنازل وشق الشوارع حتى اتسعت وزهت.
وفي جمادى الآخرة سنة 1191 هـ توجه إلى سانغاو وأهلها وثنيون ومعه 40 سفينة صغيرة فمنعه أميرها من الدخول فصمم الشريف عبد الرحمن على الدخول والتحم القتال، ثم تأخر الشريف عبد الرحمن إلى فونتيانق وأخذ في صناعة السفن فتمت عمارتها في ثمانية أشهر وشحنها بالعدد الحربية وسار إلى عدوه في 3 محرم 1192 هـ في أسطول مؤلف من سفينتين ضخمتين وسفينة خاصة، و28 سفينة صغيرة فما كاد يصل إلى سانغاو حتى تصدى له العدو في تايان، والتحم القتال وتقهقر العدو وتقدم المسلمون فحدثت معركة أخرى في كايوتونو يوم 26 محرم وانهزم العدو إلى الجبال في 11 صفر، ودخل المسلمون البلدة وأقاموا بها 12 يومًا. وعند عودته إلى فونتيانق مر على سيمفانغ وبنى بها حصنًا جعل فيه ستة مدافع، وكانت تكاليف البناء مناصفة بينه وبين راج حاجي الذي عاد معه إلى فونتيانق.
وبعد أيام أمر راج حاجي بالمنادة في الناس فاجتمعوا وخطب فيهم فبايعت الجماهير الشريف عبد الرحمن على السلطنة في فونتيانق، وفي يوم الاثنين 8 شعبان 1192 هـ قدم الأمراء والأعيان إلى فونتيانق وعقدوا اجتماعًا خطب فيهم راج حاجي وختم خطابه بقوله بأن الشريف عبد الرحمن بن حسين القدري سلطان على فونتيانق، فهو مؤسسها وأول سلاطينها والذي شرع في بناء قصره قصر القدرية وإنشاء مسجد فونتيانق الكبير.

## وفاته
توفي في فونتيانق سنة 1223 هـ/ 1808 م، ودفن في منطقة باتولايانغ على حافة نهر كابواس، ودفن حوله عائلته وأقاربه.

### استشهادات
1. ↑  "SEJARAH BERDIRINYA KOTA PONTIANAK". Pemerintah Kota Pontianak. مؤرشف من الأصل في 2020-07-15.
2. ↑  "The First Two Sultans of Pontianak". Persée. مؤرشف من الأصل في 2019-06-05.
3. ↑  Ota، Atsushi. "Pirates or Entrepreneurs?" The Migration and Trade of Sea People in Southwest Kalimantan, C. 1770-1820 (PDF). مؤرشف من الأصل (PDF) في 2020-08-01.
4. ↑  "Istana Kadriyah". TRITAMA. مؤرشف من الأصل في 2020-08-01.
5. ↑  "Abdurrahman Pontianak Mosque". Dunia Masjid. مؤرشف من الأصل في 2019-10-30.
6. ↑  "Makam Raja Batu Layang". Kementerian Pendidikan dan Kebudayaan Republik Indonesia. مؤرشف من الأصل في 2020-08-01.